# Adriel Ba Loua
Pour les articles homonymes, voir Loua.
Adriel Ba D'Avila Loua, né le 25 juillet 1996 à Yopougon (Côte d'Ivoire), est un footballeur ivoirien. 
Évoluant au poste d'ailier, il se fait connaître en République tchèque puis en Pologne.

## Biographie

### Formation
Né à Yopougon en Côte d'Ivoire, Adriel Ba Loua est formé à l'Académie Mimosifcom (Sol Béni) de l'ASEC Mimosa. Il y arrive en 2011, quand le centre est dirigé par Pascal Théault. Il se fait alors appelé Davila. 
En 2015-2016, il est prêté au Lille OSC en France. Il y joue plusieurs matchs avec l'équipe réserve, en National 3, mais ne signe pas de contrat. 

### Révélation au Danemark et en République tchèque
Après un essai de plusieurs semaines, Adriel Ba Loua s'engage le 19 juillet 2016 en faveur du Vejle BK, au Danemark. Il signe un contrat de deux ans. Il y joue régulièrement, en deuxième division danoise, l'équipe parvenant la deuxième saison à terminer championne et à être promue dans l'élite. Son contrat n'est cependant pas prolongé.
Le 27 août 2018, il rejoint le MFK Karviná, avec qui il signe un contrat de trois ans. Il joue son premier match avec sa nouvelle équipe le 2 septembre 2018, face au FC Slovácko. Entré en cours de partie ce jour-là, il se distingue en marquant également son premier but sur un service de Lukáš Budínský, participant ainsi à la victoire de son équipe par deux buts à un. En deux saisons il offre 17 passes décisives à ses coéquipiers en championnat. Son nom est alors cité pour un transfert dans un plus grand club.
En juillet 2020, Adriel Ba Loua s'engage finalement au Viktoria Plzeň pour trois saisons. Il joue son premier match sous ses nouvelles couleurs le 21 août 2020, lors de la première journée de la saison 2020-2021 face au SFC Opava. Il entre en jeu à la place de Jan Kopic ce jour-là, et marque son premier but seulement deux minutes plus tard, contribuant à la victoire de son équipe (3-1). Avec le Viktoria Plzeň, il découvre la Ligue des Champions, jouant le match qualificatif contre l'AZ Alkmaar le 26 août 2020. Son équipe s'incline par trois buts à un ce jour-là. Le 24 septembre 2020, Ba Loua participe à la victoire de son équipe face à SønderjyskE lors d'un match de Ligue Europa, en inscrivant un but (3-0 pour le Viktoria score final). En championnat il inscrit sept buts et offre six ou sept passes décisives, en 33 apparitions - c'est la meilleure saison de sa carrière..

### Lech Poznań
Le 17 août 2021, après avoir fait une dizaine d'apparitions pendant l'été avec Viktoria Plzeň, Adriel Ba Loua est transféré au club polonais du Lech Poznań. L'indemnité, estimée à plus d'un million d'euros, est le record pour le club, et en fait l'un des transferts notables du championnat cet été-là. Il signe un contrat courant jusqu'en juin 2025. Il marque lors de son premier match à domicile mais peine ensuite à se montrer décisif. Il perd sa situation de titulaire en cours de saison, mais son club remporte le championnat de Pologne lors de la saison 2021-2022. Lors de sa 2e saison, il manque le début de saison et ne marque ni n'offre de passe décisive lors de ses 28 apparitions. Sa 3e saison est un peu meilleure sur le plan statistique, et il parvient un temps à redevenir titulaire. Lors de la quatrième saison, la dernière de son contrat, il ne joue pratiquement plus. Il fait sa dernière apparition le 26 octobre contre Radomiak Radom. Lors de son passage au club, Adriel Ba Loua acquiert une certaine réputation en raison de son activité remarquée sur l'application de rencontre Tinder. Surnommé par certains "Tinder MVP" ou "Roi de Tinder", il alimente les discussions autour de sa vie privée.

### SM Caen
Le 29 janvier 2025, libéré de son contrat avec le Lech Poznań, il signe au SM Caen, en France avec un contrat jusqu'à la fin de la saison et une prolongation en cas de maintien. Il dispute six matchs avec son nouveau club, en mauvaise posture en Ligue 2, sans parvenir à se montrer décisif en attaque. L'équipe caennaise termine le championnat au dernier rang, et se trouve reléguée en National.

### FK Qabala
Il rejoint le FK Qabala en 12 juillet 2025.

### En sélection
Adriel Ba Loua est sélectionné avec l'équipe de Côte d'Ivoire des moins de 20 ans pour participer à la coupe d'Afrique des nations des moins de 20 ans 2015. Il prend part à trois matchs, tous en tant que titulaire, lors de ce tournoi où les jeunes ivoiriens ne parviennent pas à sortir de la phase de groupe.

### En club
Vejle BK
- Championnat du Danemark de D2 (1) :
  - Champion : 2017-2018

 Lech Poznań
- Championnat de Pologne (1) :
  - Champion : 2021-22